# Andrew Pasterfield
Andrew Bruce Pasterfield OAM (nascido em 23 de novembro de 1989) é um nadador paralímpico australiano.
Andrew disputou, em 2010, o Mundial de Natação Paralímpica do CPI (Comitê Paralímpico Internacional), realizado em Eindhoven, nos Países Baixos, onde fatura duas medalhas de ouro – revezamento 4x100 metros livre e  50 metros livre.
Foi selecionado para representar a Austrália nos Jogos Paralímpicos de Verão de 2012 em Londres, onde foi medalha de ouro na competição de revezamento 4x100 metros livre e três bronzes nas provas de 50/100 metros livre e revezamento 4x100 metros medley.

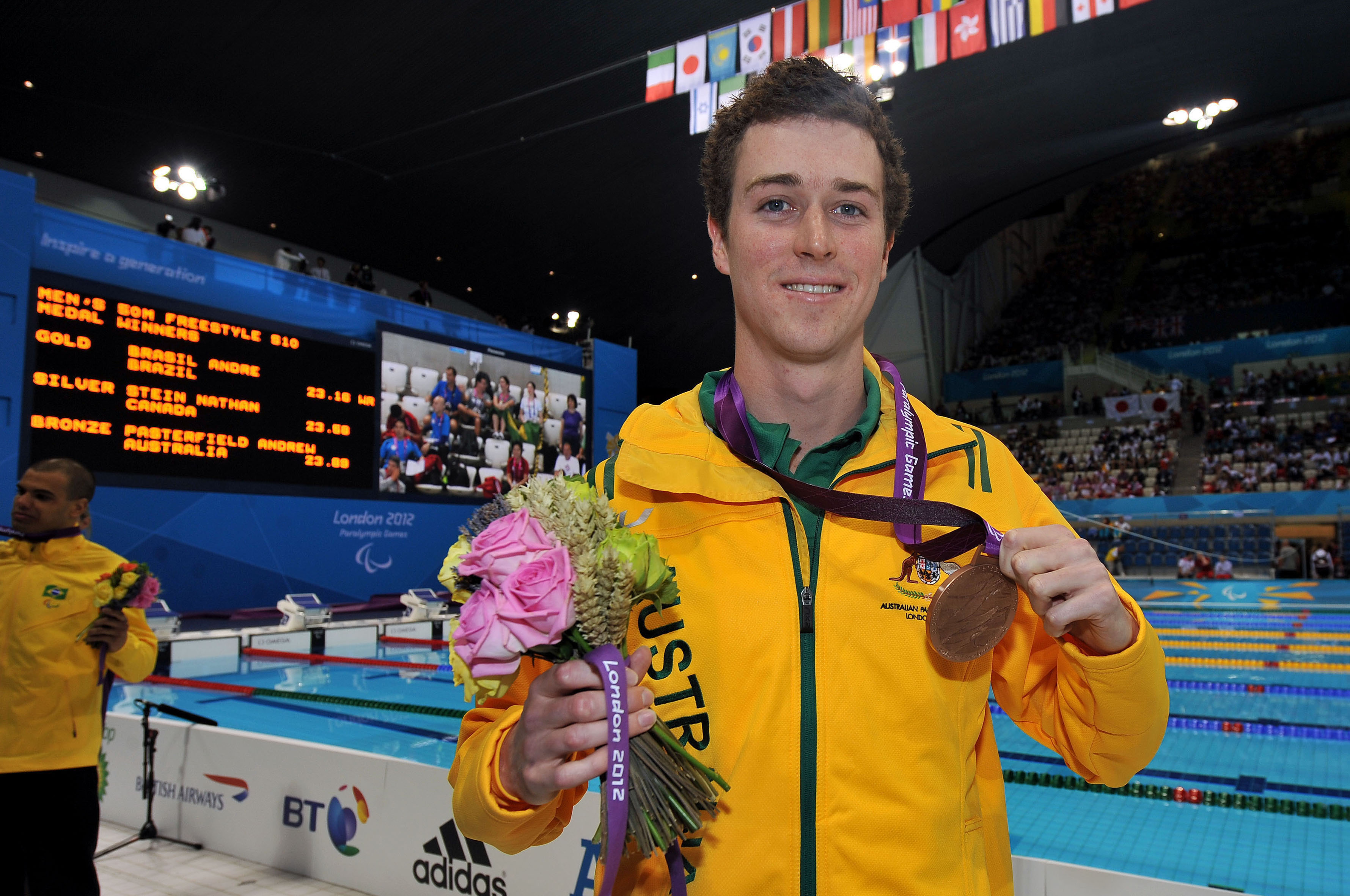
Andrew, medalha de ouro na Paralimpíada de Londres, em 2012.